# NGC 3046
NGC 3046 est une entrée du New General Catalogue qui concerne un corps céleste perdu, ou inexistant dans la constellation de la Machine pneumatique. Cet objet a été enregistré par l'astronome britannique John Herschel le 24 mars 1835
Il est également possible que l'observation rapportée par Herschel soit la galaxie NGC 3051. Les observateurs de cette époque balayaient le ciel en déplaçant leur télescope vers le nord ou vers le sud dans une bande étroite de déclinaison, alors que le ciel pouvait s'être déplacé légèrement vers l'ouest. William Herschel utilisait cette technique et son fils également. Il aurait donc pu observer la même galaxie à deux reprises sans s'en rendre compte. La première observation de John Herschel avait été réalisée avec précision, mais la seconde selon ses notes mêmes était une observation précipitée et son ascension droite était marquée d'une double colonne pour indiquer une position imprécise. Si cela s'arrêtait là, on pourrait sans aucun doute conclure que NGC 3046 est bien NGC 3051, mais Herschel a aussi écrit qu'il avait observé deux nébuleuses distinctes consécutivement. Il se pourrait donc que NGC 3046 soit un objet perdu ou inexistant.